# Come Away Melinda
Come Away Melinda ist ein Antikriegslied, das von Fred Hellerman und Fran Minkoff geschrieben wurde. Es wurde zum ersten Mal 1963 von Harry Belafonte veröffentlicht.

## Text
Ein Mädchen gräbt nach einem Krieg in der Umgebung ihrer Wohnung im Boden und findet ein Album mit Fotos (Picturebook). Darin findet sie Bilder ihrer Mutter und anderer Kinder. Ihr Vater klärt sie auf, wer diese Menschen waren. Auf ihre Frage: „Warum kann es nicht so sein, wie es einmal war, bevor der Krieg begann?“, antwortet er: „Die Antwort liegt im Gestern, bevor wir den Krieg hatten“.

## Coverversionen
Von Come Away Melinda erschienen verschiedene Coverversionen. Judy Collins nahm das Stück für ihr drittes Studioalbum Judy Collins 3 (1963) auf. Barry St. John erreichte mit ihrer Version im Dezember 1965 die UK-Top-50. Uriah Heep nahmen 1970 eine Version für ihr Album …very ’eavy …very ’umble auf und UFO brachten eine Version auf ihrem Album UFO 1 (1970) heraus.